# Partito dei Patrioti del Kazakistan
Il Partito dei Patrioti del Kazakistan (in kazako Қазақстан патриоттары партиясы?) è stato un partito politico kazako fondato nel 2000 e dissoltosi nel 2015, allorché è confluito col Partito Socialdemocratico Kazako «Auyl» per costituire il Partito Patriottico Nazional-Democratico «Auyl».

## Risultati elettorali
| Elezione          | Voti   | %    | Seggi  |
| ----------------- | ------ | ---- | ------ |
| Parlamentari 2004 | 26.287 | 0,55 | 0 / 77 |
| Parlamentari 2007 | 46.436 | 0,78 | 0 / 98 |
| Parlamentari 2012 | 57.732 | 0,83 | 0 / 98 |

| Elezione           | Candidato     | Voti    | %    | Esito         |
| ------------------ | ------------- | ------- | ---- | ------------- |
| Presidenziali 2011 | Ghani Qasymov | 159.036 | 1,94 | ❌ Non eletto |